# Каримова, Юлия Закировна
Юлия Закировна Каримова (род. 22 апреля 1994, Ижевск) — российская спортсменка, выступающая в стрельбе из винтовки, двукратный бронзовый призёр Олимпийских игр 2020 года, чемпионка мира 2018 года, чемпионка Европейских игр 2019 года, чемпионка России. Заслуженный мастер спорта (2019).

## Биография
Детство провела в Красноярске, где в 2006 году начала заниматься стрельбой в обществе "Динамо". Её подругой по команде была Юлия Зыкова, а тренером - Аркадий Михайлович Рудой. В 2010 году Рудой был застрелен в тире, после чего Каримова приняла решение вернуться в Ижевск. Там с ней занимался заслуженный тренер России Владимир Валерьянович Лукин. Под его руководством Юлия превратилась в настоящего профессионала стрелкового спорта самого высокого класса.
Имеет воинское звание лейтенант (2021).

## Спортивная карьера
В 2015 году на Чемпионате Европы по стрельбе из малокалиберного оружия россиянка Юлия Каримова завоевала две бронзовые медали личного и командного зачёта в неолимпийском упражнении «малокалиберная винтовка, стрельба из положения «лёжа» на дистанции 50 метров».
5 октября 2015 года в рамках Всемирных военных игр в составе сборной России Юлия Каримова, Мария Феклистова и Алена Низкошапская, с результатом 1860,2 балла одержали победу став победителями соревнований.
На чемпионате мира 2018 года Юля сумела завоевать две медали, став в личных соревнованиях чемпионкой мира, а в командных соревнованиях завоевав бронзовую медаль. 
На Европейских играх в Минске в июне 2019 года, в миксте с Сергеем Каменским завоевали золотую медаль в стрельбе из пневматической винтовки на расстоянии 10 метров. В финале смогли опередить другой российский дуэт: Анастасию Галашину и Владимира Масленникова со счетом 16:12.
В феврале 2020 года во Вроцлаве состоялся чемпионат Европы по стрельбе из пневматического оружия на расстоянии 10 метров. Юлия завоевала две золотые медали.

## Награды
- Медаль ордена «За заслуги перед Отечеством» II степени (11 августа 2021 года) — за большой вклад в развитие отечественного спорта, высокие спортивные достижения, волю к победе, стойкость и целеустремлённость, проявленные на Играх XXXII Олимпиады 2020 года в городе Токио (Япония)[7].